# Mont-Louis
Mont-Louis (in catalano Montlluís) è un comune francese di 283 abitanti situato nel dipartimento dei Pirenei Orientali nella regione dell'Occitania. Si tratta di una città fortificata costruita da Vauban nel 1679 a 1600 m s.l.m. nei pressi del col de la Perche, e così denominata in onore di Luigi XIV di Francia; questa località montana è stata inserita, nel 2008,  nella lista del Patrimonio mondiale UNESCO.

## Geografia fisica

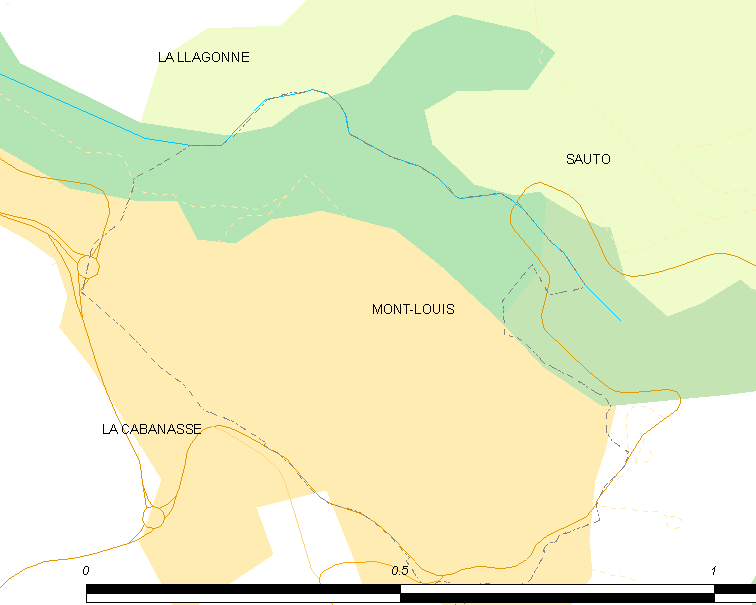
Situazione di Mont-Louis

Fa parte della regione storica nota come Cerdagna.

## Amministrazione

### Sindaci
| Nome                 | Mandato     |
| -------------------- | ----------- |
|                      |             |
| Michel Aldebert      | ca. 1815    |
|                      |             |
| Christian Pécout     | 2001-2002   |
| Jean-Michel Larmet   | 2002 - 2010 |
| Pierrette Cordelette | 2010 -      |

## Società

### Evoluzione demografica
Abitanti censiti